# Рейсс, Уильям
Уильям «Билл» Рейсс (англ. William «Bill» Reiss; род. 4 мая 1976, Минука) — американский аниматор, сценарист, продюсер и художник раскадровки. Более известен по работе над мультсериалами «Губка Боб Квадратные Штаны», «Чаудер», «Микки Маус» и «Рыбология».

## Биография и карьера
Уильям Рейсс родился 4 мая 1976 года в посёлке Минука, штат Иллинойс, США. Обучался в Ратгерском университете (1994-1995) по специальности «Театральный дизайн»; в 1998 году окончил Калифорнийский институт искусств, где учился на программе «Анимация персонажей».
Первым анимационным проектом Билла стал мультсериал от «Nickelodeon» «Губка Боб Квадратные Штаны», в котором в первом сезоне проработал ассистентом художника-раскадровщика, а после во втором был повышен до сценариста и раскадровщика. Попутно Рейсс на протяжении первых трёх сезонов был самым молодым аниматором на проекте. В ходе производства четвёртого сезона Рейсс покинул проект, но вернулся в работу над спецвыпуском «Губка Боб, застрявший в холодильнике», приуроченному к десятилетию мультсериала, и фильмом «Губка Боб в бегах».
После Губки Боба Рейсс начал работать в проектах от «Cartoon Network» и «The Walt Disney Company», среди которых «Лагерь Лазло», «Мой друг — обезьяна» и «Чаудер», в котором работал совместно с бывшим сценаристом и раскадровщиком Губки Боба, К. Х. Гринблаттом. Позже Уильям совместно с Алексом Хиршом принял участие в роли разработчика мультсериала Ноа Джонса — «Рыбология». После его окончания работал над «Микки Маусом» и вторым мультсериалом Гринблатта, «Харви Бикс», вернувшись в Nickelodeon.
В настоящее время проживает в Алтадине, округ Лос-Анджелес.

## Фильмография

### Телевидение
| Годы                  | Название                          | Примечания |
| --------------------- | --------------------------------- | --- |
| 1999—2005; 2009; 2021 | Губка Боб Квадратные Штаны        | Художник раскадровки (2000—2009) Сценарист (2000—2002) Ассистент раскадровщика (1999—2000) Режиссёр раскадровки (2021) |
| 2003                  | Free for All                      | Художник раскадровки                                                                                                   |
| 2003                  | Что случилось с… Роботом Джонсом? | Сценарист Художник раскадровки                                                                                         |
| 2005                  | Ужасные приключения Билли и Мэнди | Сценарист Художник раскадровки                                                                                         |
| 2005                  | Лагерь Лазло                      | Ревизионист раскадровки                                                                                                |
| 2005-2007             | Мой друг — обезьяна               | Сценарист Художник раскадровки                                                                                         |
| 2007—2010             | Чаудер                            | Креативный режиссёр Сценарист Художник раскадровки                                                                     |
| 2010—2014             | Рыбология                         | Разработчик Режиссёр Сценарист Художник раскадровки                                                                    |
| 2014—2016             | Микки Маус                        | Режиссёр Сценарист Художник раскадровки                                                                                |
| 2014                  | С приветом по планетам            | Сценарист |
| 2016—2017             | Харви Бикс                        | Сценарист Главный продюсер (2017) Художник раскадровки (2016)                                                          |
| 2018                  | Юникитти!                         | Режиссёр |
| 2019                  | Middle School Moguls              | Режиссёр Режиссёр озвучки                                                                                              |
| 2020                  | Crazy Best Friend                 | Создатель |

### Фильмы
| Годы | Название                | Примечания                                                                               |
| ---- | ----------------------- | ---------------------------------------------------------------------------------------- |
| 2007 | What’s Wrong with Ruth? | Сценарист Исполнительный продюсер Художник раскадровки Проп-дизайнер Дизайнер персонажей |
| 2020 | Губка Боб в бегах       | Художник раскадровки                                                                     |

### Актёр озвучивания
- 2007—2010: Чаудер — второстепенные роли
- 2007: What’s Wrong with Ruth? — Бип Боп, коза № 3
- 2013: Рыбология — Хлоя